# Union Sportive Tshinkunku
La Union Sportive Tshinkunku és un club de futbol congolès de la ciutat de Kananga. Amb anterioritat el club tingué el nom Union St-Gilloise.

## Palmarès
- Lliga de la República Democràtica del Congo de futbol:[3]
  - 1985
- Copa de la República Democràtica del Congo de futbol:[4][5]
  - 2011
- Lliga provincial de Kasaï-Occidental:
  - 2006, 2007